# 서울방송고등학교
서울방송고등학교(서울放送高等學校)는 대한민국 서울특별시 성동구 옥수동에 위치한 공립 고등학교이다.

## 학교 연혁
- 1991년 10월 30일 : 동호공업고등학교 설립인가
- 1991년 12월 31일 : 본관 건물 준공
- 1992년 3월 1일 : 이종억 초대 교장 취임
- 1992년 3월 3일 : 제1회 입학식(3개학과 10학급 540명)
- 1992년 11월 22일 : 실습동 건물 준공
- 1993년 2월 6일 : 후관 건물 준공
- 1993년 12월 16일 : 여자 축구부 창단
- 1995년 2월 13일 : 제1회 졸업식(3개학과 10학급 497명)
- 1995년 9월 14일 : 후관 증축 교사동 준공 (1,035m2)
- 1998년 2월 28일 : 여자 축구부 해체
- 2000년 11월 25일 : 동호정보공업고등학교로 교명 변경 인가(2001.3.1)
- 2006년 10월 26일 : 방송영상콘텐츠분야 특성화고교 학칙 변경 인가(2008.3.1) (방송영상과 5학급, 방송콘텐츠과 3학급)
- 2008년 2월 29일 : 서울방송고등학교 교명 변경 인가
- 2010년 6월 30일 : 학칙 변경 (학과 감축 및 신설) 인가 방송영상과(2학급), 방송콘텐츠과(2학급), 방송시스템과(2학급), 방송연예과(1학급)
- 2018년 7월 30일 : 학칙변경 인가(방송콘텐츠→미디어콘텐츠, 방송연예→방송연예공연)
- 2020년 2월 7일 : 제26회 졸업식(167명) 연인원 8,051명
- 2020년 3월 1일 : 신창진 제11대 교장 취임
- 2020년 3월 2일 : 제29회 입학(4개 학과 7학급 166명)

## 설치 학과
- 방송영상과
- 방송시스템과
- 미디어콘텐츠과
- 방송연예공연과

## 참고 자료
- 서울방송고등학교 - 한국교육학술정보원 학교알리미